# Coppa Spengler 2004
L'edizione 2004 della Coppa Spengler, il più antico torneo internazionale per club di hockey su ghiaccio, si è svolta, come di consueto, dal 26 al 31 di dicembre. Le squadre partecipanti: HC Davos, Team Canada, Helsinki IFK, HC Sparta Praga e HC Metallurg Magnitogorsk.

## Qualificazioni
```
26. dicembre 2004 15:00  Helsinki IFK  – HC Davos   1:6 (0:1; 0:1; 1:4)
20:15  Team Canada  – Metallurg   5:2 (1:1, 2:1, 2:0)
27. dicembre 2004 15:00  Metallurg – HC Sparta Praga  5:6 d.r. (2:2, 1:2, 2:1, 0:0)
20.15  Team Canada  – HC Davos   3:2 d.r. (2:0, 0:1, 0:1, 0:0)
28. dicembre 2004 15:00  HC Davos  – Metallurg   3:2 d.r. (0:0, 1:0, 1:2, 0:0)
20:15  Metallurg – Helsinki IFK 4:2 (1:0, 1:1, 2:1)
29. dicembre 2004 15:00  Team Canada  – HC Sparta Praga  2:4 (0:2, 0:1, 2:1)
20:15  Metallurg – Helsinki IFK 5:3 (0:0, 1:3, 4:0)
30. dicembre 2004 15:00  Helsinki IFK
 
– Team Canada  2:3 (0:2, 2:1, 0:0)
20:15  HC Sparta Praga– HC Davos   4:6 (1:2, 1:3, 2:1)
```

## Classifica dopo le qualificazioni
| Squadra                | Partite | Reti  | Punti |
| HC Davos               | 4       | 17:10 | 7     |
| HC Sparta Praga        | 4       | 18:15 | 6     |
| Team Canada            | 4       | 13:10 | 6     |
| Metallurg Magnitogorsk | 4       | 14:17 | 4     |
| HIFK                   | 4       | 8:18  | 0     |

## La finale
```
31. dicembre 2004 12:00  HC Davos (1.) – Sparta Praga (2.) 2:0 (1:0, 0:0, 1:0)
  Tredicesima vittoria per i padroni di casa
```